# Clairvillia timberlakei
Clairvillia timberlakei là một loài ruồi trong họ Tachinidae.